# Sinchajská revoluce
Sinchajská revoluce nebo také První čínská revoluce je politický převrat, který se odehrál v letech 1911–1912 v Číně. Bylo svrženo císařství (mandžuská dynastie Čching) a vznikla Čínská republika. 

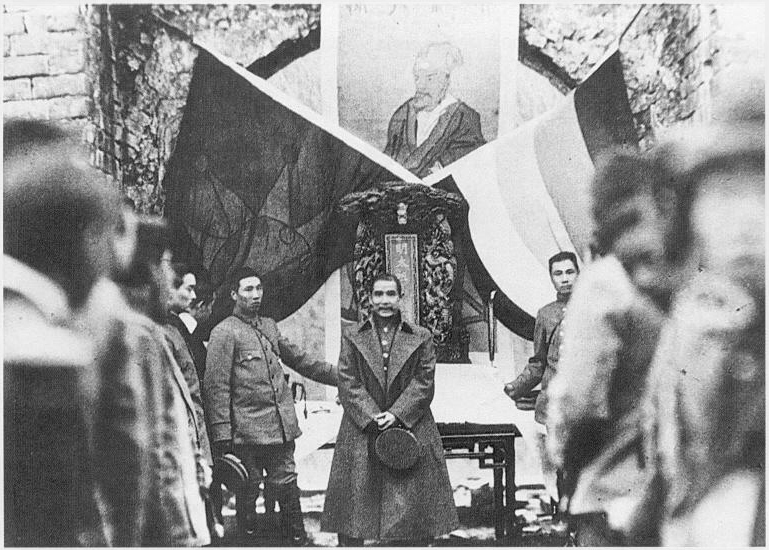
Sunjatsen během revoluce

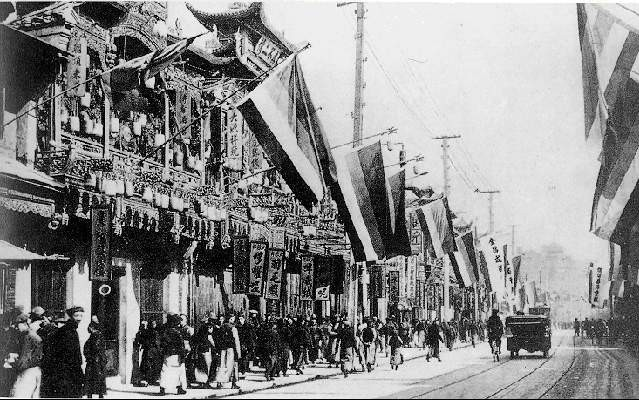
Ulice Šanghaje po šanghajském povstání

Revoluce začala Wučchangským povstáním 10. října 1911 ve Wu-čchangu a rychle se rozšířila do patnácti provincií z osmnácti. Jejich zástupci 29. prosince 1911 vyhlásili republiku. Prozatímním prezidentem byl zvolen Sunjatsen, představitel strany Kuomintang. V únoru 1912 císař Pchu-i abdikoval. Zároveň rezignoval i Sunjatsen. Novým prezidentem byl zvolen Jüan Š’-kchaj, který inklinoval k vojenské diktatuře. Sunjatsen v dubnu 1913 proto zahájil novou revoluci, ta však byla během léta potlačena. Režim se rychle utužil, na podzim 1913 byl zakázán Kuomintang a rozpuštěn parlament. Značnou moc postupně získali také vojenští náčelníci v jednotlivých provinciích.